# 慈林紀念館
慈林紀念館建於臺灣日治時期，1953（民國42）年翻修，1993（民國82）年改設為慈林紀念館。該建築為磚木混合構造，外牆面台度為洗石子，牆身砌清水磚，內部使用檜木為隔間牆，屋頂使用原木架構上鋪傳統閩南式紅瓦。本館原為林義雄舊宅，後為紀念1980（民國69）年2月28日「林宅血案」中犧牲的母親林游阿妹女士及雙胞胎愛女亮均、亭均，而將舊建築再生利用改設為紀念館。於1993（民國82）年計畫成立為紀念館，1998（民國87）年落成開放民眾參觀，就其時代意義及再利用，實有保存價值。

## 外部連結
- 慈林紀念館——文化部文化資產局 （页面存档备份，存于）
- 慈林教育基金會 （页面存档备份，存于）